# 天主教埃爾蒂格雷教區
天主教埃爾蒂格雷教區（拉丁語：Dioecesis Tigrensis）是委內瑞拉一個羅馬天主教教區，屬庫馬納總教區。
教區成立於2018年5月31日，包括安索阿特吉州的一部分。2018年有十四個堂區、十三名司鐸。現任教區主教為若瑟·厄瑪奴耳·羅梅洛-巴里奧斯。